# Skizotypisk sindslidelse
 Denne artikel bør gennemlæses af en person med fagkendskab for at sikre den faglige korrekthed.

Skizotypisk sindslidelse, Skizotypisk personlighedsforstyrrelse eller blot Skizotypi (Engelsk: Schizotypal personality disorder - STPD) er en mental lidelse præget af alvorlig social angst, tankeforstyrrelse, paranoide forestillinger, derealisering, forbigående psykoser og ofte ualmindelige overbevisninger. Personer med denne lidelse føler ofte ekstremt ubehag med at opretholde tætte relationer med mennesker, primært fordi de tror, at deres nærmeste har negative tanker om dem, så de undgår at danne dem. Særlige talemåder og mærkelige beklædning er også kendetegnede ved lidelsen. De der har skizotypisk sindslidelse kan reagere ualmindeligt i samtaler, undlade at reagere eller tale med sig selv. 
Skizotypisk sindslidelse er en af skizofreni-diagnoserne (F20-29), kommer til udtryk ved at være en mild form for skizofreni, hvor det primært er de negative symptomer der gør sig gældende. Typisk vil disse symptomer ikke opleves lige så voldsomme i intensitet og varighed som det der opleves ved skizofreni. Skizotypi udløser typisk grænsepsykotiske tilstande, som er psykotiske tilstande der enten er kortere og/eller mindre intense end hvad der oftest opleves ved skizofreni.

## Symptomer
Lægen vil i forbindelse med diagnosticering stille spørgsmål til følgende symptomer:
- Har følelser som er inadækvate, dvs. upassende i forhold til situationen
- Har et følelsesregister som er mere indsnævret end normalt
- Har tendens til at isolere sig fra andre mennesker
- Har svært ved at have normal kontakt med andre mennesker
- Har tanker eller ideer som andre synes er sære, eller som er udtryk for magisk tænkning. Og om ideerne påvirker ens måde at handle på
- Er mistroisk
- Har ideer om at man bliver bagtalt eller forfulgt
- Har tanker som gentager sig selv, ofte med seksuelt eller aggressivt indhold, uden at man tager afstand fra dem.
- Har usædvanlige sanseoplevelser som f.eks. en oplevelse af at man er en anden, depersonalisation, eller at omgivelserne er uvirkelige, derealisation
- Formulerer sig omstændeligt, diffust, stereotypt eller med brug af metaforer, dvs. sprog, fyldt med billeder og symboler
- Har haft mikropsykoser, dvs. kortvarige hallucinationer eller vrangforestillinger som kan vare fra få sekunder til få minutter

### Diagnosen
For at stille diagnosen skizotypi(F21) skal mindst fire af følgende kriterier være opfyldt, og de skal have været til stede i mindst to år:
- Følelser, der er indsnævrede eller ikke passer til situationen
- Excentrisk, sær eller aparte udseende eller adfærd
- Kontaktfattigdom og tilbøjelighed til at isolere sig
- Sære ideer, magisk tænkning
- Mistroiskhed eller paranoide ideer
- Langvarige spekulationer, der kan ligne tvangstanker, men som personen ikke rigtig kæmper imod, og som ofte har et aggressivt eller seksuelt indhold eller drejer sig om defekt udseende
- Usædvanlige sanseoplevelser, forstyrrelser i oplevelsen af kroppen eller andre sansebedrag, fremmedoplevelse af egen krop eller af omverdenen
- Tankegang og tale er vag, omstændelig, kringlet, privat eller fraseagtig
- Mikropsykoser (meget kortvarige psykoser) med udtalte sansebedrag, hallucinationer eller ideer, der kan ligne vrangforestillinger, og som sædvanligvis optræder uden ydre provokation.

## Behandling[kilde mangler]
Skizotypi behandles primært med medicin og/eller psykoterapi.

### Psykoterapi
Hvis man har en skizotypisk sindslidelse er det vigtigt at psykoterapeuten har erfaring med at behandle mennesker, der er psykisk sårbare. Ofte får man derfor en støttende psykoterapi, som går ud på at støtte en i at gøre tingene på en anden måde, så man kan klare sig bedre end hidtil. Specifikt kan der anvendes kognitiv adfærdsterapi. Der gives tværfaglig behandling, hvor psykiatere, psykologer, og socialrådgivere er indblandet. Desuden bruges også psykoedukation som går ud på at informere og undervise patienten samt pårørende omkring sygdommen, således at forståelsen for egen tilstand øges.[kilde mangler]

### Medicin
Hvis man har en skizotypisk sindslidelse, kan man få antipsykotisk medicin. Som regel er det nok at få en meget lav dosis, så man ofte undgår at få bivirkninger. Medicinen virker mod de såkaldt psykosenære symptomer, såsom fx mistroiskhed og vrangforestillinger.